# اگبانداود
اگبانداود (به لاتین: Agbandaode) یک منطقهٔ مسکونی در توگو است که در منطقه کارا واقع شده‌است.